# Wiège-Faty
Wiège-Faty è un comune francese di 230 abitanti situato nel dipartimento dell'Aisne della regione dell'Alta Francia. Fino al 1795 Wiège e Faty erano due comuni fra loro indipendenti, che in quell'anno furono "fusi" in un unico comune.

## Storia
Wiège possedeva un forte che venne distrutto nel maggio 1424 dal Capitano de Rouen, maresciallo degli Inglesi.
Alla metà del XVIII secolo, Faty e Wiège erano due parrocchie indipendenti che furono raggruppate in una nel 1795.
Un mulino ad acqua, rappresentato da una ruota dentata, funzionava sul Rieux, torrente che si getta nella Oise e le vestigia di tale mulino esistono ancora ai nostri giorni nella frazione detta "Le moulin de Wiège".
Sul piano catastale del 1825, quattro mulini sono presenti sul corso d'acqua.

Il castello di Wiège è ugualmente rappresentato su questa carta.

### Le cartiere
I numerosi corsi d'acqua serpeggianti nel Thiérache hanno consentito l'installazione di numerosi mulini ad acqua: molti hanno consentito di macinare il grano per ottenere farina e altro, in particolare a Faty, Rougeries, Saint-Gobert, Romery, Voulpaix, Franqueville, Vervins, Thenailles, Harcigny sono diventati cartiere.
La ruota a pale del mulino agiva su un asse sul quale erano fissati dei contatti con dei magli che rompevano la materia prima composta per un quarto di scarti di canapa e di stracci e il resto di carta riciclata. La "pasta" ottenuta era poi lavorata in funzione di un piano di lavorazione molto preciso per ottenere diversi tipi di carta che servivano in particolare all'imballaggio dei prodotti alimentari nelle drogherie.

Jean-Louis Lamborion creò nel 1777 una cartiera a Faty sulla struttura di un mulino. Nel 1794, essa occupava quattro operai. Questa cartiera fu distrutta nel 1884 e rimpiazzata da un mulino per cereali.

### L'antica linea ferroviaria da Guisa a Hirson
Wiège-Faty aveva in comune con Romery una stazione sulla linea ferroviaria da Guisa a Hirson, che fu in funzione dal 1910 al 1978, così come sulla linea da Romery a Liart, dal 1912 al 1951. Quattro treni si fermavano ogni giorno in questa stazione, in entrambi i sensi di circolazione.

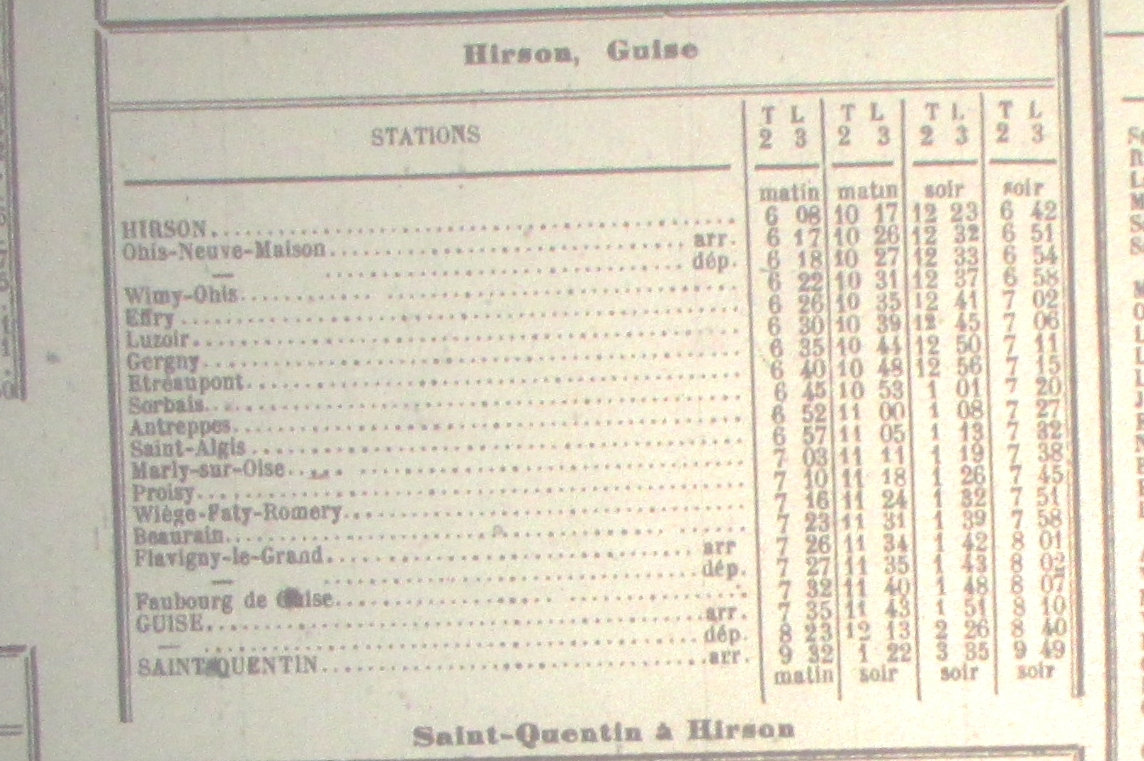
Orario della linea Hirson-Guise del 1910

### Prima guerra mondiale
Il 28 agosto 1914, meno d'un mese dopo la dichiarazione di guerra, il villaggio fu occupato dalle truppe tedesche dopo la disfatta dell'esercito francese nella battaglia di Guisa. Durante tutta la guerra, il villaggio restò lontano dal fronte che si era stabilizzato a circa 150 km a ovest nei dintorni di Péronne. Gli abitanti vissero sotto il giogo tedesco: requisizioni di appartamenti, di materiali, di cibo, lavori forzati. Non fu che il 29 ottobre 1918 che i tedeschi furono cacciati dal villaggio dalle truppe francesi.

## Monumenti e luoghi d'interesse
- Chiesa di San Martino di Wiège
- Chiesa di San Martino di Faty, una delle numerose chiese fortificate del Thiérache
- Axe vert de la Thiérache, sentiero escursionistico lungo l'antica linea ferroviaria da Guisa a Hirson, passa per Faty, dove si trova la vecchia stazione di Wiège-Faty - Romery

## Società

### Evoluzione demografica
Abitanti censiti